# Споразумението
„Споразумението“ (на английски: The Arrangement) е америкиански филм от 1969 година, драма на режисьора Елия Казан.

## Сюжет
Креативният директор на рекламна агенция Еди Андерсън живее в луксозно имение със съпругата си Флорaнс и осиновената си дъщеря. Той е много успешен в работата си и може да си позволи безгрижен живот. Още по-изненадващо е, че той се хвърля пред преминаващ камион. Приемат го в клиника, където внезапно губи говора си. В съзнанието си прави преглед на живота си до момента, спомня си положението си в обществото и хората, които е срещал. Но не може да намери период от живота си, в който да е бил истински щастлив. Едва ли има, защото е намерил щастието в предишна гореща афера с Гуен... и го губи отново, защото има скрупули и остава с жена си. Това е негативното досие на човек, който иска да отмени определени недостатъци в живота си.
Когато възстановява физическото си здраве и може да напусне болницата, предишното му отношение към живота и принципите му се променят. Той е осъзнал, че години наред е пилеил енергията си за тривиални неща. Той изгаря всички мостове зад себе си и се мести при тежко болния си баща в Ню Йорк. Той отново вижда Гуен, която вече има дете и живее с гадже, което не го обича. Еди не може да я забрави. Има спор със семейството, защото искат парите му. Флорънс се появява в дома му с адвокат и психиатър. Но той решително отхвърля молбата й да се върне при нея. В брака си с нея той се чувстваше ограничен и не иска да преживее това отново. Психичното му състояние се влошава и той е настанен в психиатрично заведение. Освободен е едва след смъртта на баща си. Гуен го очаква и го води на погребението.

## В ролите
| Изпълнител   | Роля         |
| ------------ | ------------ |
| Кърк Дъглас  | Еди Андерсън |
| Фей Дънауей  | Гуен         |
| Дебора Кар   | Флоранс      |
| Ричард Бун   | Сам          |
| Хюм Кронин   | Артър        |
| Харолд Гулд  | д-р Лайбман  |
| Майкъл Мърфи | отец Дради   |